# Stefan Chałubiński

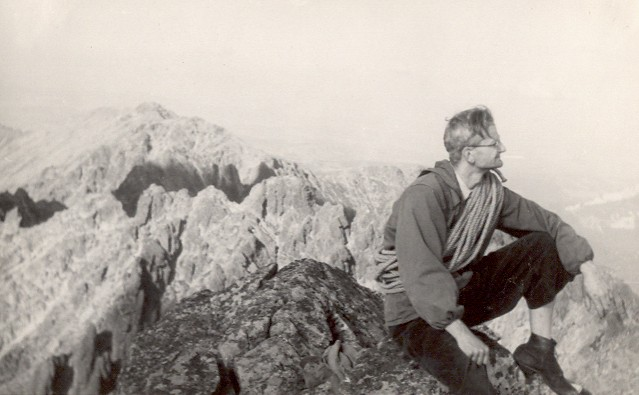
Stefan Chałubiński na Mięguszowieckich Szczytach (1955)

Stefan Chałubiński (ur. 30 maja 1909 w Krakowie, zm. 6 listopada 2001 w Zakopanem) – nauczyciel, taternik, przewodnik tatrzański I klasy, instruktor narciarstwa, ratownik TOPR, członek honorowy Koła Przewodników Tatrzańskich w Zakopanem, aktywny członek Ligi Ochrony Przyrody, Polskiego Towarzystwa Tatrzańskiego i Towarzystwa Ochrony Tatr.

## Życiorys
Stefan Chałubiński spędził dzieciństwo i młodość w Zakopanem, gdzie uczęszczał do słynnego gimnazjum „Liliana”. W Poznaniu rozpoczął studia matematyczne, które kontynuował przez cztery lata. Studia przerwał wybuch II wojny światowej. Później postępująca utrata wzroku uniemożliwiła już Chałubińskiemu ich ukończenie.
Stefan Chałubiński pracował pierwotnie jako nauczyciel, ale jego pasją były Tatry, Zakopane i botanika. Z czasem pasja przerodziła się w działalność zawodową. 9 października 1945 roku złożył przyrzeczenie toprowskie. W 1948 roku ukończył przewodnicki kurs szkoleniowy i zdobył uprawnienia przewodnika tatrzańskiego III stopnia. W 1949 zaliczył taternicki kurs zimowy, w 1961 został instruktorem narciarskim, a od 1969 był już przewodnikiem tatrzańskim I klasy. W styczniu 1950 został członkiem-uczestnikiem Klubu Wysokogórskiego. W latach 1948–1977 należał do grona najwybitniejszych tatrzańskich przewodników. W 1977 roku zakończył pracę zawodową jako przewodnik. W 1980 roku został członkiem honorowym Koła Przewodników Tatrzańskich w Zakopanem. Należał też do klubu seniora TOPR. W 1983 roku został członkiem współzałożycielem Towarzystwa Ochrony Tatr. Dla towarzystwa osobiście przygotował statut. Stefan Chałubiński był znawcą Tatr i odkrywcą ich zasobów. Do jego odkryć należy między innymi Jaskinia Wysoka – Za Siedmiu Progami. Jest autorem wielu nowych tras taternickich.
Witold Paryski notuje jego warianty z lat 1949–1950 z Młynarza, Wierchu pod Fajki i Koziego Wierchu.
Stefan Chałubiński zmarł w Zakopanem 6 listopada 2001 roku, a 10 listopada 2001 został pochowany na Nowym Cmentarzu przy ul. Nowotarskiej w Zakopanem, w grobowcu rodzinnym, w którym spoczywają jego żona Maria oraz brat Tytus (kw. M-A-1). Maria Chałubińska (z domu Berger) zginęła we wrześniu 1994 roku podczas samotnej wycieczki w Tatry w pobliżu Wrót Chałubińskiego.

## Przyroda
Był obrońcą przyrody tatrzańskiej, kontynuował rodzinne tradycje kultywowane przez jego dziadka Tytusa i ojca Ludwika. Był zafascynowany florą tatrzańską. Swoją wiedzą zaskakiwał botaników odwiedzających Zakopane. W Instytucie Botaniki PAN w Krakowie opracowywany jest jego zielnik. W 1997 – za bezkompromisowość w obronie przyrody tatrzańskiej i ukochanie Tatr – otrzymał od „Pracowni na rzecz Wszystkich Istot” tytuł Dobrodzieja Przyrody.

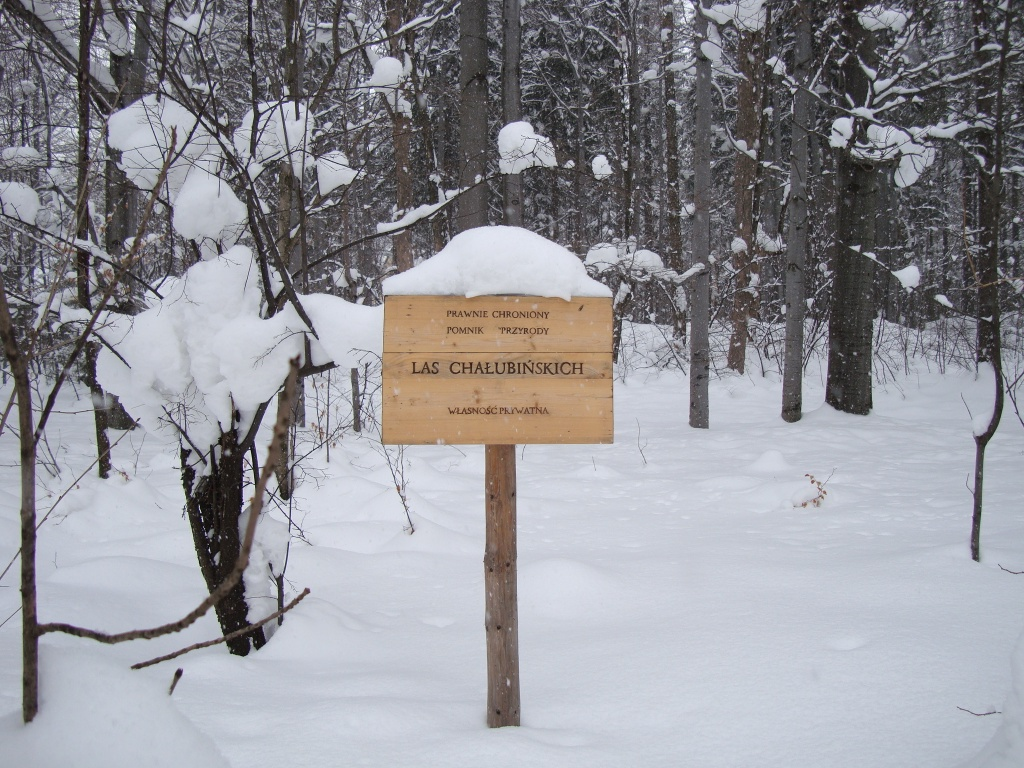
„Las Chałubińskich” (2008)

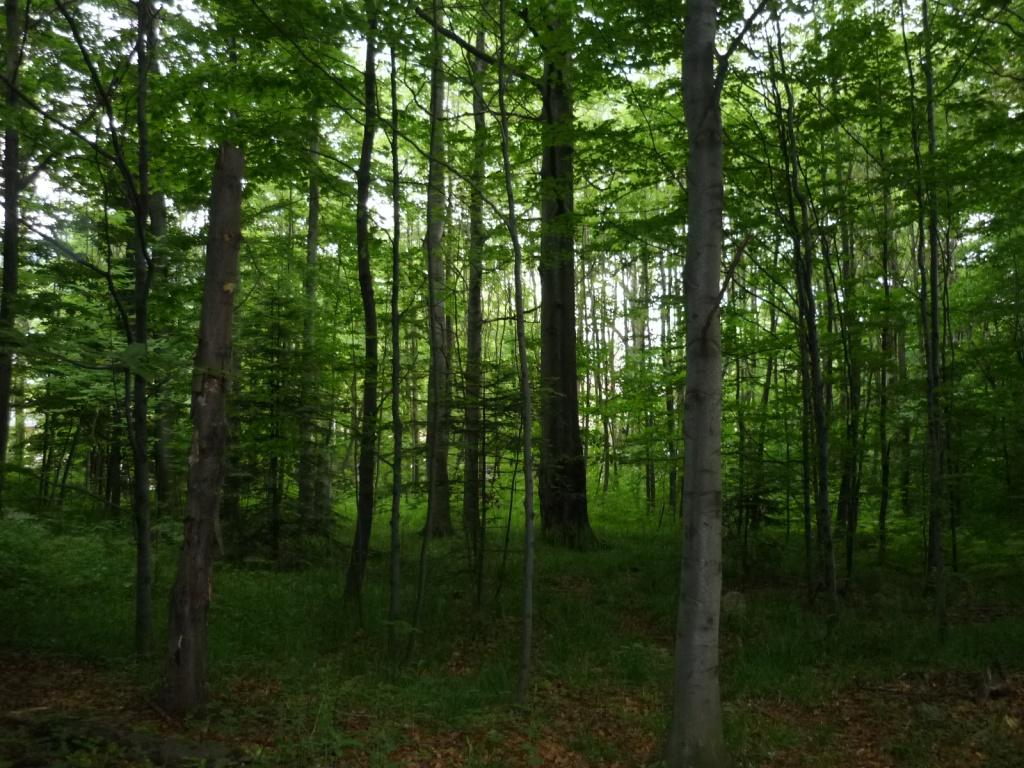
„Las Chałubińskich” (czerwiec 2008)

### „Las Chałubińskich”
Do rangi symbolu całokształtu działań Chałubińskiego w zakresie ochrony zakopiańskiej przyrody i jego stanowczości urosły jego działania na rzecz uratowania rodzinnych terenów przez degradacją. Przez lata bronił przed zmianami projektów planów zagospodarowania dla odziedziczonej po dziadku Tytusie działki – 1,5 ha lasu, cennego zakopiańskiego starodrzewu. Chałubiński był zdecydowany podjąć kroki zmierzające do maksymalnej ochrony flory odziedziczonego terenu.
Przeprowadzona inwentaryzacja wykazała, że na obszarze tych działek o łącznej powierzchni zaledwie 14 060 m², występuje szereg cennych gatunków roślin, zaś obszar „Lasu Chałubińskich” jest najprawdopodobniej najstarszym i najlepiej zachowanym fragmentem dolnoreglowego lasu mieszanego w tym rejonie.
Ostatecznie w 2000 r. – rok przed śmiercią Stefana Chałubińskiego – za zgodą Marszałka województwa małopolskiego – utworzony został ostatecznie pomnik przyrody „Las Chałubińskich”. Jest to pierwszy w powojennej Polsce, pozostający prywatną własnością obszar leśny o charakterze rezerwatowym, chroniony prawnie na wniosek właścicieli.